# Мала Сирмеж
Малая Сирмеж (біл. вёска Малая Сирмеж) — село в складі Мядельського району Мінської області, Білорусь. Село підпорядковане Нарачанській сільській раді, розташоване в північній частині області. До 28 квітня 2004 входило до складу Сирмезької сільради.